# Прямое сжижение угля
Прямое сжижение угля — технология получения жидкого синтетического топлива из угольного (другого углеродного твёрдого) сырья. Процесс прямого сжижения (ожижения) угля (ПСУ) (процесс Бергиуса-Пьера), не включает газификацию. Это является фундаментальным отличием процесса от процесса Фишера-Тропша.
ПСУ часто сравнивают и противопоставляют косвенному сжижению угля (КСУ), которое включает газификацию сырья как неотъемлемую стадию.
Технологические циклы ПСУ часто включают газификацию[уточнить] твёрдых остатков или дополнительного углеродсодержащего сырья для производства водорода, необходимого для прямых реакций сжижения.
Были предложены[где?] гибридные технологические подходы, включающие комбинацию прямого сжижения угля и непрямого сжижения угля (в котором газификация является неотъемлемой стадией), и они могут иметь все большее значение в новых исследованиях и разработках в области технологий переработки угля/биомассы в жидкости.

## Описание
Прямое сжижение угля включает непосредственное контактирование угля с катализатором при повышенных температурах и давлениях с добавлением водорода (H2) в присутствии растворителя с образованием сырого жидкого продукта, который далее перерабатывается в жидкое топливо. ПСУ называется прямым, потому что уголь превращается в жидкость без предварительной газификации с образованием синтез-газа (который затем, в свою очередь, может быть преобразован в жидкие продукты). Последний двухэтапный подход, то есть путь от угля до синтез-газа и до жидкостей, называется непрямым сжижением угля. Таким образом, процесс ПСУ, в принципе, является более простым и эффективным из двух процессов. Однако для этого требуется внешний источник H2, который может производиться путём газификации дополнительного угольного сырья, биомассы и/или тяжёлого остатка процесса, полученного в реакторе ПСУ. Процесс ПСУ приводит к относительно широкому диапазону углеводородных продуктов, состоящих из различных молекулярных масс и форм, с преобладанием ароматических соединений. Соответственно, продукт требует существенной дополнительной переработки для получения приемлемого транспортного топлива.
Технология была продемонстрирована в Германии во время Второй мировой войны, но по высокой цене, что привело к остановке заводов после войны, когда был возобновлён импорт недорогой нефти. С тех пор продолжающееся развитие этой технологии в Соединённых Штатах и других странах было сосредоточено на снижении затрат за счёт удешевления катализаторов, конструкции реактора и повышения эффективности процесса. Министерство энергетики США имело очень активную исследовательскую программу по сжижению угля с 1970 по 1980-е годы в ответ на нефтяное эмбарго Организации стран-экспортеров нефти (ОПЕК) 1973 года, но финансирование значительно сократилось с 1990-м годам, когда программа разработок Министерства энергетики по прямому сжижению угля завершена. Технология ПСУ, разработанная Министерством энергетики совместно с компанией Hydrocarbon Technologies, Inc., HTI (теперь часть Headwater, Inc.), была лицензирована китайской корпорацией Shenhua в 2002 г., которая построила завод по технологии ПСУ в Ордосе, Внутренняя Монголия.

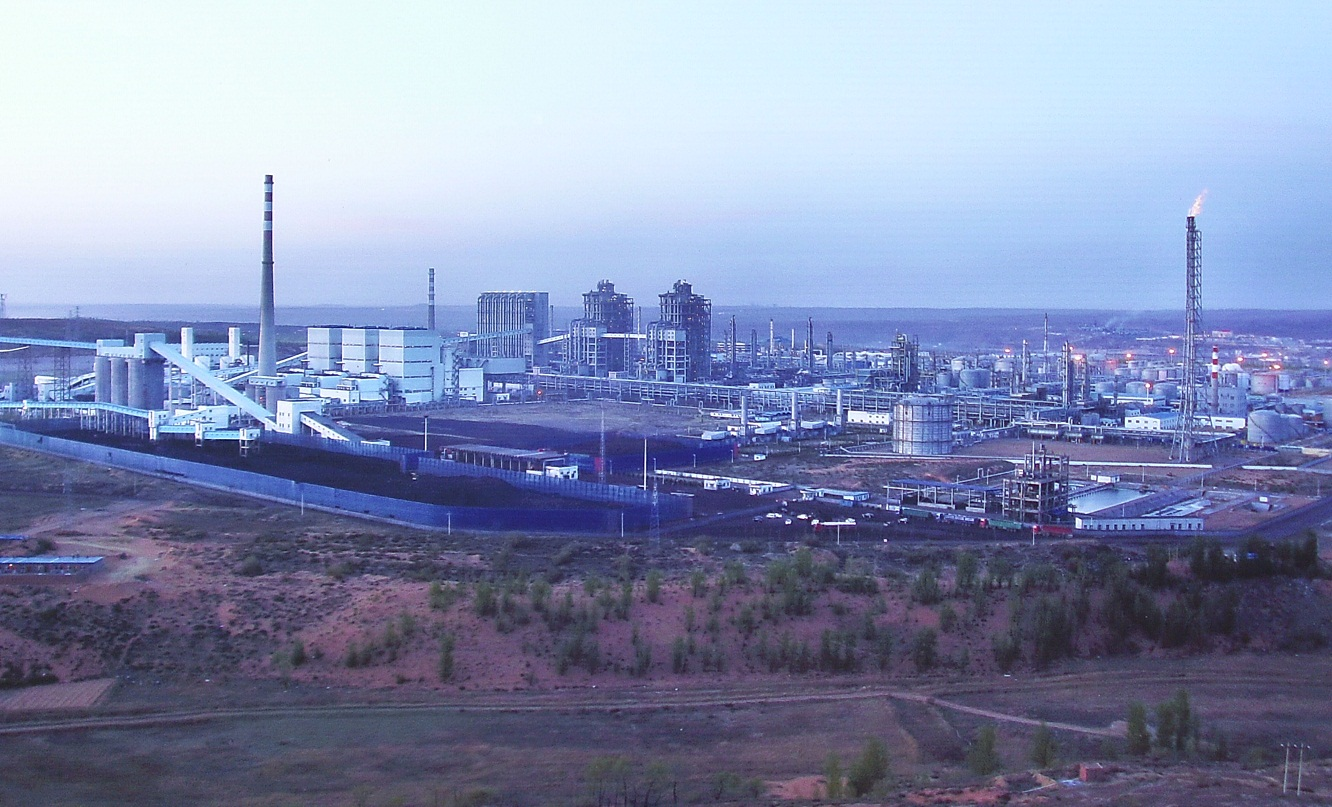
Гидрогенизационный завод китайской корпорации Shenhua

Для ПСУ было разработано множество различных процессов, но большинство из них сходны в отношении химии реакций и концепции процесса. Общими чертами являются растворение угля в растворителе с последующим гидрированием угля H2 в присутствии катализатора. Процесс может быть очень эффективным с общим тепловым КПД в диапазоне ок. 65 %.

## Типичные конфигурации процесса
ПСУ включает добавление водорода (гидрирование) к углю, расщепление его органической структуры на растворимые продукты. Реакцию проводят при повышенной температуре и давлении (например, от 400 до 450 °C и от 70 до 170 бар) в присутствии растворителя. Растворитель используется для облегчения извлечения угля и добавления водорода. Солюбилизированные[уточнить] продукты, состоящие в основном из ароматических соединений, затем могут быть улучшены с помощью обычных методов очистки нефти, таких как гидроочистка, для соответствия спецификациям конечного жидкого продукта.

## Одностадийные процессы
Одностадийные процессы были технологией ПСУ первого поколения, разработанной в 1960-х годах, и с тех пор большинство таких программ и технология были заменены или заброшены. Одностадийный процесс пытается преобразовать уголь в жидкости за одну стадию реакции. Такой процесс может включать интегрированный онлайн-реактор гидроочистки для повышения качества дистиллятов.
Примером является Процесс Бергиуса. Процесс прямой гидрогенизации угля служил для получения газов, карбюраторного и дизельного топлива . Необходимый для этого водород получали путём газификации угля. В процессе Бергиуса углеродная структура расщепляется на более простые молекулы путём гидрирования водородом. Продукты процесса Бергиуса имеют более высокое содержание ароматических соединений и более высокое октановое число получаемого бензина чем также используемый в германии процесса Фишера-Тропша. Продукты процесса Фишера-Тропша более парафиновые, а фракции с более высокой молекулярной массой подходят в качестве основного продукта для химической промышленности.
Жидкие углеводородные продукты получали также экстракцией угля растворителями -переносчиками водорода под давлением, как в процессе Потта-Броше («Pott-Broche-Verfahren»).
В процессе Потта-Броша процесс шёл с использованием тетралина и декалина в качестве растворителя, выделяющего водород. Тетралин и декалин окисляются до нафталина, который отделяется перегонкой и может быть повторно использован после гидрогенизации. Крезол или фенол используются в качестве дополнительного растворителя. Гидрирование проводят при температуре от 415 до 435°С и давлении около 100 бар. Завод в Руреле произвёл 30 000 тонн каменноугольного топлива в период с 1938 по 1944 год, которое использовалось в качестве заменителя мазута на электростанциях.

## Двухстадийные процессы
Был предложен ряд конфигураций процесса, наиболее распространённая версия включает по крайней мере два реактора высокого давления в серии с использованием диспергированного катализатора на основе железа и водорода, подаваемого из параллельной системы газификации. Обычно реакторы работают при температуре до 450 °C и давлении до 200 бар с трёхкомпонентной суспензией угля, рециркулируемого масла и водорода. Основная цель исследований состоит в том, чтобы добиться значительной экономии средств за счет снижения интенсивности этих условий, чтобы снизить капитальные затраты.
Большинство двухстадийных процессов ПСУ были разработаны в ответ на нефтяное эмбарго в начале 1970-х годов. Двухстадийный процесс ПСУ протекает в два этапа: во-первых, растворение угля, при котором уголь превращается в растворимую форму с высокой молекулярной массой, но с небольшим изменением среднего состава по сравнению с исходным углем. ; и вторая стадия, на которой растворённые продукты улучшают до более низкокипящих жидкостей с пониженным содержанием гетероатомов.
Процесс прямого сжижения угля китайской компании Shenhua гидратирует бурый уголь с высоким содержанием инертных веществ. Завод, построенный во Внутренней Монголии, является единственным в мире заводом по гидрогенизации угля, работающим на коммерческой основе со времён Второй мировой войны. Процесс по существу состоит из двух стадий в реакторах обратного смешения и установки гидроочистки с неподвижным слоем. В качестве катализатора используется тонкоизмельчённый железный катализатор. Процесс работает при давлении 170 бар и температуре около 450 °C, при этом достигается конверсия в используемый уголь более 90 %. Полученные продукты, такие как нафта, дизельное топливо и сжиженный нефтяной газ, практически не содержат серы и азота.